# 肥西站
肥西站是一个合九线上的铁路车站，位于安徽省肥西县上派镇，目前为三等站，邮政编码为231200。离合肥站36公里，离九江站289公里，隶属上海局集团合肥车务段管辖。现为三等站。仅办理高速铁路客运业务。货运仅办理专用线、专用铁路货运作业 。
车站于1995年随合九铁路通车而投入使用。车站于2019年8月起进行改建工程以配合合九客运专线接入，重建车站站房并扩建站场。新站房于2020年11月30日完工。

## 车站结构

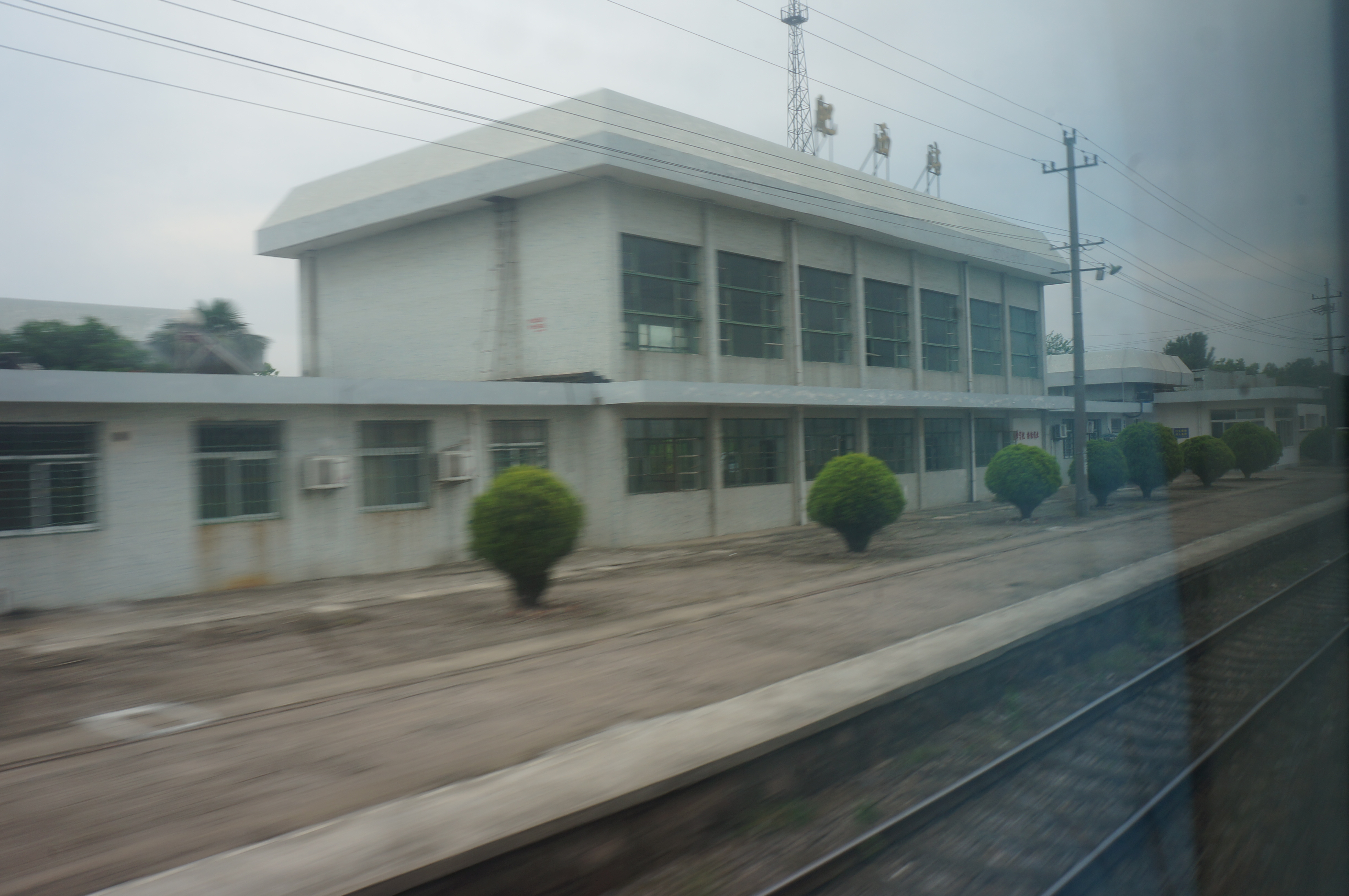
车站站房 (2017年)

肥西站新站房面积7995平方米，站房外立面以“巢湖水韵”为设计意向，形似一座雄鹰。车站售票厅设有4台自助售票机及人工窗口；车站候车大厅约4000平方米，同时可容纳1000名旅客候车。
肥西站站场分为普速场和京港场，京港场设有综合维修车间。
| 7站台    | 合九客运专线 往合肥南方向（合肥南站） |
| 岛式站台 |                                       |
| 6站台    | 合九客运专线 往合肥南方向（合肥南站） |
| 正线     | 合九客运专线上行列车通过线            |
| 正线     | 合九客运专线下行列车通过线            |
| 5站台    | 合九客运专线 往九江方向（舒城东站）   |
| 岛式站台 |                                       |
| 4站台    | 合九客运专线 往九江方向（舒城东站）   |
| 3站台    | 合九铁路会让列车                      |
| 岛式站台 |                                       |
| 2站台    | 合九铁路列车通过线                    |
| 1站台    | 合九铁路会让列车                      |
| 侧式站台 |                                       |
| 站房     | 售票、候车、检票、进出站              |

## 事件
2000年2月6日9时半，合肥至南昌的531次列车因沿线浓雾在肥西站临时停车，随后该列车又因调度原因避让数趟列车导致长时间延误。期间近百名乘客涌向车站调度室与车站站长发生冲突。列车在肥西站停靠近2个半小时后最终于12时恢复运行。